# Коротков, Юрий Васильевич
Юрий Васильевич Коротков (7 февраля 1931, Москва — 31 марта 1990, Кишинёв) — советский футболист, выступавший на позиции нападающего. Сыграл 82 матча и забил 27 голов в высшей лиге СССР. Мастер спорта СССР.

## Биография
Воспитанник московской команды «Фрезер». На взрослом уровне начал выступать в 1950 году в клубных командах московского «Динамо». В 1954 году сыграл два матча на Кубок СССР в составе «Динамо-2».
В 1955 году перешёл в кишинёвский «Буревестник» (позднее переименован в «Молдову», ныне — «Зимбру»). В том же сезоне со своей командой стал победителем турнира класса «Б» и лучшим бомбардиром с 31 забитым мячом. Этот результат стал рекордом клуба по числу голов, забитым игроком за сезон в советский период, в независимой Молдавии его побил Владислав Гаврилюк (34 в сезоне 1995/96).
На следующий год дебютировал в классе «А», первый матч на высшем уровне сыграл 1 апреля 1956 года против московского «Локомотива» и в нём же отличился голом. В том же 1956 году участвовал в Спартакиаде народов СССР в составе сборной Молдавской ССР. 11 сентября 1957 года в Москве сделал хет-трик в уникальном матче против московского «Спартака», в котором «Буревестник», проигрывая 0:4, свёл матч к ничьей 4:4. Всего за четыре с половиной сезона в высшей лиге сыграл 82 матча и забил 27 голов. Считается одним из лучших игроков в истории клуба, входит в символическую сборную Молдавии XX века.
В 1960 году футболист потерял место в основе «Молдовы» и в ходе сезона перешёл в кишинёвский «Виерул». По окончании сезона завершил спортивную карьеру.
Скончался 31 марта 1990 года в Кишинёве на 60-м году жизни.